# Heinrich Wansing
Heinrich Wansing (* 1963) ist ein deutscher Philosoph und Professor für Logik und Erkenntnistheorie an der Ruhr-Universität Bochum. 

## Akademischer Lebenslauf
Wansing promovierte 1992 an der Freien Universität Berlin mit der Arbeit The Logic of Information Structures. An der Universität Leipzig folgte 1997 die Habilitation mit der Schrift Proof-theoretic aspects of intensional and non-classical logics (welche 1998 als Displaying Modal Logic erschien). Von 1999 bis 2010 hatte er die Professur für Wissenschaftstheorie und Logik an der Technischen Universität Dresden inne, bevor er im Jahr 2010 einem Ruf an die Ruhr-Universität Bochum auf eine Professur für Logik und Erkenntnistheorie folgte.

## Forschungsschwerpunkt
Wansing veröffentlichte eine Vielzahl an Aufsätzen und Beiträgen zur Semantik und Beweistheorie modaler, konstruktiver, mehrwertiger und anderer nicht-klassischer Logiken. Spezifischere Interessengebiete umfassen epistemische Logik, intuitionistische Logik, verschiedene Paradoxien, nicht-klassische Negation und Kategorialgrammatik. 

## Verschiedenes
Wansing ist editor-in-chief der Buchreihe Trends in Logic (Springer) und managing editor der Zeitschrift Studia Logica. 
Er wurde 2013 mit der Lotze-Medaille (benannt nach Hermann Lotze) des International Szklarska Poreba Center ausgezeichnet.

## Veröffentlichungen

### Monographien
- Proof Theory of N4-related Paraconsistent Logics, Studies in Logic. Vol. 54, College Publications, London 2015, with N. Kamide
- Truth and Falsehood. An Inquiry into Generalized Logical Values, Trends in Logic. Vol. 36, Springer-Verlag, Berlin 2011, with Y. Shramko. ISBN 978-94-0070906-5
- Displaying Modal Logic, Kluwer Academic Publishers, Dordrecht 1998. ISBN 0-7923-5205-X
- The Logic of Information Structures, Springer Lecture Notes in AI 681, Springer-Verlag, Berlin 1993. ISBN 3-540-56734-8

### Aufsätze (Auswahl)
- On the Methodology of Possible World Semantics, I: Correspondence Theory, Notre Dame Journal of Formal Logic, 29 (1988), 482-496, mit David Pearce.
- A General Possible Worlds Framework for Reasoning about Knowledge and Belief, Studia Logica, 49 (1990), 523-539, 50 (1991), 359.
- Functional Completeness for Subsystems of Intuitionistic Propositional Logic, Journal of Philosophical Logic, 22 (1993), 303-321.
- Informational Interpretation of Substructural Propositional Logics, Journal of Logic, Language and Information, 2 (1993), 285-308.
- Sequent Calculi for Normal Modal Propositional Logics, Journal of Logic and Computation, 4 (1994), 124-142.
- Tarskian Structured Consequence Relations and Functional Completeness, Mathematical Logic Quarterly, 41 (1995), 73-92.
- Translation of Hypersequents into Display Sequents, Logic Journal of the IGPL, 6 (1998), 719-733.
- The Idea of a Proof-Theoretic Semantics, Studia Logica, 64 (2000), 3-20.
- Sequent Systems for Modal Logics, in: D. Gabbay and F. Guenther (eds.), Handbook of Philosophical Logic, Vol. 8, Kluwer, Dordrecht, 2002, 61-145.
- Diamonds are a Philosopher's Best Friends. The Knowability Paradox and Modal Epistemic Relevance Logic, Journal of Philosophical Logic, 31 (2002), 591-612.
- Inconsistency-Tolerant Description Logic. Motivation and Basic Systems, in: V. Hendricks and J. Malinowski (eds.), Trends in Logic. 50 Years of Studia Logica, Kluwer, Dordrecht, 2003, 301-335, mit S. Odintsov.
- On the Negation of Action Types: Constructive Concurrent PDL, in: P. Hájek, L. Valdes, and D. Westerstahl (eds.), Logic Methodology and Philosophy of Science. Proceedings of the Twelfth International Congress, College Publications, London, 2005, 207-225.
- Some Useful 16-Valued Logics. How a Computer Network Schould Think, Journal of Philosophical Logic, 34 (2005), 167-187, mit S. Ganter.
- Doxastic Decisions, Epistemic Justifications, and the Logic of Agency, Philosophical Studies, 128 (2006), 201-227.
- Connectives Stranger Than Tonk, Journal of Philosophical Logic, 35 (2006), 653-660.
- Hyper-Contradictions, Generalized Truth Values and Logics of Truth and Falsehood, Journal of Logic, Language and Information, 15 (2006), 403-424, mit Y. Shramko.
- Inconsistency-Tolerant Description Logic. Part II: Tableau Algorithms, Journal of Applied Logic, 6 (2008), 343-360, mit S. Odintsov.
- Constructive Negation, Implication, and Co-Implication, Journal of Applied Non-Classical Logic, 18 (2008), 341-364.
- The Power of Belnap: Sequent Systems for SIXTEEN3, Journal of Philosophical Logic, 39 (2010), 369-393.
- Generalized Truth Values. A Reply to Dubois, Logic Journal of the IGPL, 18 (2010), 921-935, mit N. D. Belnap.
- Modal Logics with Belnapian Truth Values, Journal of Applied Non-Classical Logic, 20 (2010), 279-301, mit S. P. Odintsov.
- Proof Theory of Nelson's Paraconsistent Logic: A Uniform Perspective, Theoretical Computer Science, 415 (2012), 1-38, mit N. Kamide.
- External Curries, Journal of Philosophical Logic, 44 (2015), 453-471.
- Falsification, Natural Deduction, and Bi-Intuitionistic Logic, Journal of Logic and Computation, 26 (2016), 425-450.
- On the Methodology of Paraconsistent Logic, in: H. Andreas and P. Verdée (eds.), Logical Studies of Paraconsistent Reasoning in Science and Mathematics, Springer, Dordrecht, 2016, 174-204, mit S. P. Odintsov.
- On Split Negation, Strong Negation, Information, Falsification, and Verification, in: K. Bimbó (ed.), J. Michael Dunn on Information Based Logics, Springer, Dordrecht, 2016, 161-189.
- Completeness of Connexive Heyting-Brouwer Logic, IfCoLog Journal of Logics and their Applications, 3 (2016), 441-466, mit N. Kamide.
- Natural Deduction for Bi-Connexive Logic and a Two-Sorted Typed λ-calculus, IfCoLog Journal of Logics and their Applications, 3 (2016), 413-439.
- Disentangling FDE-Based Paraconsistent Modal Logics, Studia Logica, online, 13. September 2017, doi:10.1007/s11225-017-9753-9, mit S. P. Odintsov.
- A More General Proof Theory, Journal of Applied Logic, 25 (2017), 23-46.
- Inference as Doxastic Agency. Part II: Ramifications and Refinements, Australasian Journal of Logic, 2017, mit G. K. Olkhovikov.
- Inference as Doxastic Agency. Part I: The Basics of Justification stit Logic, Studia Logica, 2018, mit G. K. Olkhovikov.

### Beiträge zu Enzyklopädien
- Connexive Logic, 2006, The Stanford Encyclopedia of Philosophy (Fall 2014 Edition), Edward N. Zalta (ed.), online
- Truth Values, 2010, The Stanford Encyclopedia of Philosophy (Summer 2014 Edition), Edward N. Zalta (ed.), online, mit Y. Shramko
- Negation, 2015, The Stanford Encyclopedia of Philosophy (Spring 2017 Edition), Edward N. Zalta (ed.), online, mit L. Horn